# Arijarat I.
Arijarat I. (grč. Ἀριαράθης; Ariarathes) je bio vjerojatno posljednji satrap Kapadocije u službi Perzijskog Carstva. Bio je sin Arijamna, koji je perzijskom vladaru Artakserksu III. poslao vojsku predvođenu njegovim bratom Holofernom u pohodu protiv Egipta, a pomagao je i Darija III. u bitci kod Gaugamele. Povjesničar Diodor sa Sicilije spominje kako je prilikom Arijaratovog stupanja na mjesto satrapa Aleksandar Makedonski pripojio Kapadociju Makedoniji, zbog čega nije sigurno koji je od njih dvojice vladao kao zadnji satrap u službi Perzijskog Carstva. Neposredno uoči Aleksandrove smrti, Arijarat je uspio izboriti nezavisnost Kapadocije, a uspješno je pripojio i susjednu pokrajinu Kataoniju. Kada je Aleksandar 323. pr. Kr. umro u Babilonu, Perdika je imenovao Eumena guvernerom Kapadocije, no Arijarat se usprotivio njegovoj vlasti zbog čega mu je Perdika objavio rat. Arijarat je poražen i zarobljen iduće godine, nakon čega je pogubljen zajedno s najbližim suradnicima. Diodor navodi kako je imao 82 godine prilikom pogubljenja.

## Poveznice
- Kapadocija
- Arijamn

| Prethodnik: | Satrap Kapadocije | Nasljednik:                  |
| Arijamn     | Satrap Kapadocije | Eumen (makedonski namjesnik) |

## Vanjske poveznice
- Arijarat (Ariarathes), AncientLibrary.com
- Arijarat (Livius.org)  Arhivirana inačica izvorne stranice od 10. prosinca 2008. (Wayback Machine)
- Pierre Briant: „Od Kira do Aleksandra: Povijest Perzijskog Carstva“ (From Cyrus to Alexander: A History of the Persian Empire), preveo Peter Daniels, Indiana: Eisenbrauns, 2002., str. 133.